# Diva (The Kid Laroi)
Diva è un singolo del rapper australiano The Kid Laroi, pubblicato da Grade A e Columbia Records il 30 gennaio 2020. Il singolo vede la collaborazione del rapper statunitense Lil Tecca.

## Tracce
1. Diva (feat. Lil Tecca) – 2:53